# متلازمة صدمة الاغتصاب
متلازمة صدمة الاغتصاب (RTS) هو نوع من الصدمات النفسية يعاني منها ضحايا جرائم الاغتصاب التي تشمل: اضطرابات السلوك الجسدي والعاطفي والمعرفي بين الأشخاص العادية. أول من اكتشف ووصف هذه النظرية كانت الطبيبة النفسية آن وولبيرت بورغيس وعالمة الاجتماع ليندا هولمستروم ليتل في عام 1974.
متلازمة صدمة الاغتصاب (RTS) هي عبارة عن علامات واعراض وردود فعل نفسية وبدنية هي بالعادة علامات شائعة لمعظم ضحايا الاغتصاب بعد أشهر أو سنوات من الاغتصاب. في حين ركزت معظم البحوث في هذه المتلازمة على الضحايا من الإناث، والذكور الذين تعرضوا للاعتداء الجنسي (سواء ان كان الجاني ذكر أو انثى) والذين يعانون أيضا من هذه المتلازمة. مهدت متلازمة صدمة الاغتصاب الطريق للنظر في «اضراب الإجهاد المعقد بعد الصدمات»، التي يمكن أن تصف بدقه، عواقب الصدمات الخطيرة، التي طال أمدها من اضطراب الإجهاد ما بعد الإصابة. الفيتنامين الذين يعانون من صدمة شديدة أثناء حرب فيتنام والذين لم يعودوا إلى حالهم الطبيعي، والذي ادى بظهور عدد كبير من الفيتناميين الذين لا مأوى لهم في عام 2013. تتداخل أعراض متلازمة صدمة الاغتصاب مع متلازمة إجهاد ما بعد الصدمة. ؛ ومع ذلك، فردياً كل مرض يمكن أن يكون له آثار مدمرة على المدى الطويل لضحايا الاغتصاب.

## مراحل مشتركة في متلازمة صدمة الاغتصاب
RTS يحدد ثلاث مراحل من الصدمات النفسية التي يمر بها أحد الناجين من اغتصاب: المرحلة الحادة ومرحلة التكيف مع الوضع الخارجي، والمرحلة النسبة.

### المرحلة الحادة
المرحلة الحادة تحدث في أيام أو أسابيع بعد اغتصاب. وتختلف المدد الزمنية بالنسبة لمقدار الوقت والذي قد يبقى أحد الناجين في المرحلة الحادة. الأعراض المباشرة قد تدوم بضعة أيام إلى بضعة أسابيع، وقد تتداخل مع مرحلة التكيف مع الوضع الخارجي.
حسب سكارسي هناك أي رد «نموذجي» بين ضحايا الاغتصاب. ومع ذلك، في الولايات المتحدة الشبكة الوطنية المسؤلة عن الاغتصاب والاعتداء الجنسي وسفاح المحارم  (راين) يؤكد أنه، في معظم الحالات، يمكن تصنيف ردود فعل الضحايا في المرحلة الحادة كواحد من ثلاثة ردود: المعبر («أنه أو أنها قد تظهر اما ثائرة أو هستيرية، [و] قد تعاني من نوبات بكاء أو قلق»)؛ المسيطر («الناجي يبدو أنه دون العاطفة ويتصرف كما لو كان' لم يحدث شيء 'و' كل شيء بخير '»)؛ أو الصدمة/الإنكار («الناجي يتفاعل مع شعور قوي من الارتباك. قد تكون لديهم صعوبة في التركيز، واتخاذ القرارات، أو القيام بالمهام اليومية. وقد لايتذكرون الاعتداء من الاصل»). لا يظهرون كل الناجيات من الاغتصاب عواطفهم ظاهرياً. قد تظهر بأنها هادئة ولم يأثر الاعتداء عليها..
تشمل السلوكيات الموجودة في المرحلة الحادة على ما يلي:
- تناقص اليقظة.
- خدر.
- مبلد الإحساس، والعاطفية، ووظائف الذاكرة.
- الفكر غير المنظم.
- التقيء.[8]
- الغثيان.
- عدم القدرة الحركة القلق.
- ارتعاش واضح
- الهوس في غسل أو تنظيف أنفسهم.
- الهستيريا والارتباك والبكاء.
- الحيرة.
- حساسية حادة لردود فعل الآخرين.

### مرحلة التكيف مع الوضع الخارجي
الناجين في هذه المرحلة يبدو أنهم استرجعوا أسلوب حياتهم العادية. ومع ذلك، فإنهم يعانون في الوقت نفسه من الاضطرابات الداخلية العميقة، التي قد تظهر في مجموعة متنوعة من الطرق، كما ان الناجي يحاول ان يتغلب على الصدمات طويلة الأجل الناتجة عن جريمة اغتصابه. كتب في جريدة عام 1976، لاحظ بورغيس وهولمستروم ان 1 من 92 من ضحايا الاغتصاب اظهروا آليات قدرتهم على التأقلم بعد الاغتصاب مرحلة التكيف مع الوضع الخارجي قد تستمر من عدة أشهر لسنوات عديدة بعد اغتصاب. راين يحدد خمس استراتيجيات رئيسية خلال مرحلة التكيف مع الوضع الخارجي:
- التقليل إلى أدنى حد من (التظاهر 'بأن كل شيء بخير')
- المبالغة (لا يمكنه التوقف عن الحديث عن الاعتداء)
- الكبت (ترفض مناقشة الاغتصاب)
- التفسير (تحلل ما حدث)
- السفر (الانتقال إلى منزل جديد أو مدينة، يغير مظهره)

آليات أخرى للتأقلم التي قد تظهر أثناء مرحلة التكيف مع الخارجي، والتي تشمل:
- اعتلال الصحة بشكل عام.[4]
- استمرار القلق
- الشعور بالعجز
- حالة اليقظة الشديدة.
- عدم القدرة على الحفاظ على علاقات كانت وثيقة سابقا.
- تعاني من استجابة عامة من العصبية المعروفة باسم «استجابة اجفالية»
- استمرار الخوف و/أوالاكتئاب بمعدلات أعلى بكثير من[10] عامة السكان
- تقلب المزاج من سعيدة نسبيا للاكتئاب أو الغضب
- الغضب الشديد والعداء (أكثر شيوعاً في الضحايا الذكور من الضحايا الإناث [11])
- اضطرابات النوم مثل أحلام اليقظة والكوابيس المتكررة
- الأرق والسهر والذعر الليلي.[12]
- ذكريات الماضي
- الانفصال (شعور بانفصال الروح عن الجسد)
- نوبات الهلع
- الاعتماد على آليات التأقلم، البعض منها قد يكون مفيدا (مثلاً، الفلسفة ودعم الأسر)، والبعض الآخر قد يؤدي في نهاية المطاف إلى نتائج عكسية (مثلاً، اضرار النفس، المخدرات، أوتعاطي الكحول[13][14])

#### نمط الحياة
الناجين في هذه المرحلة يمكن أن يكون أسلوب حياتهم تأثر في بعض الطرق التالية:
- تلف إحساسهم بالأمن الشخصي أو السلامة.
- أنهم يشعرون بالتردد حيال الدخول في علاقات جديدة.
- الشك في هويتهم الجنسية أو توجهم الجنسي (الأكثر نموذجية هم الرجال الذي اغتصبوا من قبل[15][16]) رجال آخرين).
- العلاقات الجنسية تصبح مضطربة. وقد ذكروا العديد من الناجين من أنهم لم يتمكنوا من أعادة إقامة علاقات جنسية طبيعية، وغالباً ما يتهربوا من أي اتصال جنسي لبعض الوقت بعد الاغتصاب.[17] ذكرت بعض التقارير بعض الاستجابات الجنسية وذكريات الماضي للاغتصاب أثناء الجماع. على العكس من ذلك، يعانون بعض الناجين من الاغتصاب بفرط جنسي أو يصبحون منحلين اخلاقيا بعد الاعتداءات الجنسية، في بعض الأحيان تكون كوسيلة لإعادة تأكيد قدرتهم على السيطرة في العلاقات الجنسية.

بعض الناجيات من الاغتصاب الآن يرؤن العالم بأنه مكان مخيف لا يمكن العيش فيه بعد الاغتصاب حيث أنهم يضعون قيودا على حياتهم بحيث أنه تتم مقاطعة الأنشطة العادية. على سبيل المثال، قد يتوقفوا عن أي علاقات نشطة مسبقاً مع المجتمعات أو الجماعات أو النوادي، أو إذا كانت الضحية أم فقد تضع قيودا على حرية أولادها.

#### الاستجابات الفسيولوجية
سواء إذا تعرضوا إلى الإصابة اثناء الاعتداء، فأن الناجيات من الاغتصاب يعدن من اعلى المعدلات التي يعانون من سوء الحالة الصحية في الشهور والسنوات التي تلي الاعتداء،، بما في ذلك اضطرابات الهجاس الحادة (الأعراض البدنية مع عدم وجود سبب محدد). التفاعلات الفسيولوجية مثل صداع التوتر، التعب، والاعراض العامة بالشعور بالوجع أو ألم في الصدر، أو الحنجرة، أو الذراعين أو الساقين. قد تحدث هذه الأعراض السابقة في المناطق التي تم الاعتداء عليها بالجسم. الناجيات من الاغتصاب الشفوي يعانون من شكاوى عديدة في الفم والحلق، بينما الناجيات من الاغتصاب في منطقة المهبل أو الشرج فتكون ردود افعالهم مرتبطة بهاتين المنطقتين.

#### طبيعة الاعتداء
- طبيعة الحدث الذي حصل، والعلاقة مع الجاني، ونوع وحجم القوة المستخدمة، وظروف الاعتداء، فأن كلها لها تأثير على الصدمة التي يعاني منها الضحية.
- عندما يكون الاعتداء من قبل شخص غريب، فإن الشعور بالخوف يكون أكثر شعور يصعب لكثير من الناس معالجته.(تنشأ مشاعر الضعف).
- أكثر شيوعاً، تكون جريمة الاعتداء من قبل شخص يعرفه الضحية ويثق به. قد يكون هناك تصاعد بالإحساسب اللوم والشعور بالذنب.

#### مرحلة العودة إلى الواقع
- يحاولن الضحايا بالعودة إلى حياتهم كما لو أن شيئا لم يحدث.
- قد يمنعوا انفسهم من التفكير بالاعتداء وقد لا يرغبوا في الحديث عن الحادث أو أي من القضايا ذات الصلة. (أنهم لا يريدون أن يفكروا في ذلك).
- قد يعانون الضحايا من الصعوبة في التركيز والقليل الاكتئاب.
- الانفصال ويحاولون العودة إلى حياتهم قبل الاعتداء.
- مرحلة العودة إلى الواقع قد تستمر لسنوات، والضحايا يبدون كما لو انهم قد «نسوا الاعتداء»، على الرغم من أن المسائل العاطفية لم يتم معالجتها.

#### مرحلة إعادة التنظيم
- قد ترجع إلى الاضطراب العاطفي
- فإنه يمكن أن يكون مخيفا للغاية للناس في هذه المرحلة بأن يجدوا نفسهم مرة أخرى يعانون من نفس الآلام العاطفية.
- وقد تتطور مشكلة الخوف والرهاب. أنها قد تكون متعلقة على وجه التحديد على المعتدي أو الظروف أو الهجوم، أو أنها قد تكون عامة أكثر بكثير.
- اضطرابات الشهية مثل الغثيان والقيء. ضحايا الاغتصاب يعدون أيضا عرضه لفقدان الشهية العصبي النامية و/أو الشره المرضى.
- الكوابيس، والذعر الليلي يبدوان كمصدر إزعاج للضحية.
- كما قد تنشأ الأوهام العنيفة للانتقام.

#### الرهاب
- ونوع من الدفاع النفسي والذي يعاني منه ضحايا الاغتصاب وهو عبارة عن زيادة المخاوف والرهاب المحددة بظروف الاغتصاب، على سبيل المثال:
- الخوف في ان تكون بين الحشود.
- الخوف من أن تترك وحدها في أي مكان.
- الخوف من الرجال أو النساء. (رهاب الذكور أو رهاب الإناث)
- الخوف من الخروج، والخوف من الأماكن المكشوفة.
- الخوف من التعرض لللمس «رهاب اللمس».
- مخاوف محددة تتصل بخصائص معينة للمعتدي، مثلاً حروق في اماكن معينة، والشعر الناعم، رائحة الكحول أو السجائر، نوع معين من الملابس أو نوع سيارة معينة.
- يعاني بعض الناجين من الوسوسة، ومشاعر جنون العظمة ومشاعر معينة ضد الغرباء.
- ويشعر البعض بالخوف المتفشي من معظم أو جميع الأشخاص.

### المرحلة النسبة
في هذه المرحلة، يبدأ الضحايا بالتعرف على مرحلة التكيف. والمهم جدا في هذه المرحلة هو الاعتراف بأثر الاغتصاب للناجين الذين كانوا في حالة إنكار، وإذ ندرك الضرر الثانوي من أية نتائج عكسية التعامل يعد تكتيكات للتأقلم (مثلاً، الاعتراف بأن بدأ تعاطي المخدرات كان للمساعدة في التعامل مع آثار للاغتصاب). الحالة النموذجية من الضحايا الذكور يعتبر فاصل طويل بين الاعتداء الجنسي والتماس العلاج النفسي للضحية – وفقا للاسي وروبرتس، أقل من نصف الضحايا الذكور سعوا للعلاج خلال ستة أشهر ومتوسط الفاصل الزمني بين الاعتداء والعلاج كان سنتين ونصف؛ واثبتت دراسة كينج ووليت لما يزيد على 100 من ضحايا الاغتصاب الذكور أن الفاصل الزمني بين الاعتداء والعلاج كان 16.4 سنة.
خلال مرحلة النسبة، الضحايا يدمجوا الاعتداء الجنسي في حياتهم حيث أن الاغتصاب لم يعد محور حياتهم. وخلال هذه المرحلة مشاعر سلبية مثلا لذنب والعار تم علاجها والناجون لم يعودوا يلومواأنفسهم على الاعتداء.

## قضايا قانونيّة
يستخدم الادعاء متلازمة صدمة الاغتصاب في بعض الأوقات كدليل لتحرير هيئة المحلفين من التحيُّزات والمفاهيم المغلوطة الناشئة من السلوك غير المعتاد من الضحية بعد الاغتصاب. تساعد شهادة متلازمة صدمة الاغتصاب في تنوير المحلَّفين بشأن العواقب النفسيّة المحيطة بالاغتصاب، كما تنفع في دحض خرافات الاغتصاب بشرح السلوك غير البدهي بعد الاغتصاب.
في الحالات التي يقدِّم فيها الادعاء شهادة متلازمة صدمة الاغتصاب، يقوم المتهمون بتقديم إيضاحات عن دليل متلازمة صدمة الاغتصاب، وهي ممارسة معرَّضة للانتقاد لأنها تقلل من شأن القيم المحمية بقوانين ردع الاغتصاب، لأنها قد تشمل تعريض الضحية لتقييم نفسيّ والبحث عن شهود واستجوابات عن التاريخ الجنسيّ السابق. تقابل علماء الاجتماع صعوبة في التمييز بين الأعراض الناشئة عن اضطراب ما بعد الصدمة المرتبط بالاغتصاب من الاضطرابات الموجودة نتيجة أحداث سابقة أخرى، يجادل المتهمون أحيانًا أن حدثًا آخر (مثل اغتصاب قديم) سبَّب الصدمة والأعراض التي تعاني منها الضحية.

## النقد
تشمل الانتقادات الحالية لمتلازمة صدمة الاغتصاب أنه ينفي الشرعية عن رد فعل الشخص مع الاغتصاب عن طريق وصف آليات الدفاع النفسيّ التي تشمل المحاولات العقلانيّة للنضال، النجاة من الألم الذي سببه الإيذاء الجنسيّ والتكيُّف مع العالم العنيف، كأعراض للاضطراب. على سبيل المثال، وصِف الأشخاص الذين ركبوا أقفالًا جديدة على الأبواب أو غيروا منطقة سكنهم واشتروا أجهزة دفاع عن النفس وأظهروا غضبًا في وجه هيئة المحاكمة، بأنهم يظهرون أعراضًا مَرضيّة و«صعوبات في التأقلم». وطبقًا لهذا الانتقاد، تبعد متلازمة صدمة الاغتصاب ألم وغضب الشخص عن السياق الاجتماعيّ والسياسيّ، وتعزي غضب الشخص أو يأسه إلى الاضطراب الذي سببه المغتصب بدلًا من المعاملة غير الجيدة من الشرطة مثلًا أو من الأطباء الفاحصين أو من هيئة المحاكمة أو من أفراد العائلة المعتنقين لخرافات الاغتصاب.
يقترح الانتقاد الآخر أن مُصنَّفات متلازمة صدمة الاغتصاب تصوِّر الناجيات من الاغتصاب كضحايا، مضطربات وسلبيّات، بالرغم من أن الكثير من السلوكيات المرتبطة بمتلازمة صدمة الاغتصاب ربما تكون دليلًا على القوة. تُستبدل كلمات مثل «خوف» بأخرى مثل «رهاب» بدلالاتها غير العقلانيّة.
تشير الانتقادات حول الصلاحيّة العلميّة لمتلازمة صدمة الاغتصاب أنه مبهم بشأن تفاصيل مهمة: فهو لا يضع حدودًا واضحة للحالة ويستخدم مصطلحات غير واضحة ليس لها أساس في علم النفس ويفشل في تحديد العلاقات الكميّة المفتاحيّة ولم يدخل تحت عدسة التقييم العلميّ منذ دراسة بيرغس وهولستروم 1974، كما أنه ليس محل إجماع في الوسط العلميّ بسبب وجود بعض التحيُّزات الولائيّة، وأنه لا يمكن دحضه، ويتجاهل الوسائط الممكنة وليس له حساسيّة ثقافيّة وليس مناسبًا من أجل الاستدلال عن وقوع الاغتصاب. يوصف اضطراب ما بعد الصدمة بأنه ذو مصداقيّة أكبر من متلازمة صدمة الاغتصاب، لأنه خضع لاختبارات تجريبيّة عديدة ليكون مناسبًا على المستويين التجريبيّ والمفاهيميّ.

## روابط خارجية
- RTS page at Medicine Australia
- Ann Burgess' bio at Boston College نسخة محفوظة 19 يناير 2009 على موقع واي باك مشين.